# Ambedus
Ambedus — вимерлий рід рептиліоморфних діадектів. Скам'янілості були знайдені в ранньопермській групі Дункард в окрузі Монро, штат Огайо. Типовий вид A. pusillus був названий у 2004 році. Назва роду походить від латинського слова ambedo, що означає «гризти», що стосується травоїдної дієти. Видова назва pusillus латиною означає «крихітний».

## Опис
Амбедус — невеликий діадектид, відомий лише з верхньощелепних і зубних кісток. Вважається найпримітивнішим діадектом, оскільки на відміну від інших форм він мав невелику неглибоку нижню щелепу та багато простих конічних зубів. Він також був меншим за пізніші, досить громіздкі діадектиди. Пізніші діадектиди мають глибокі щелепи з невеликою кількістю зубів і виступаючими вперед різцями на кінчиках щелеп для споживання рослинного матеріалу, а також відповідний більший обхват.

## Палеобіологія
Голотипний екземпляр Ambedus був знайдений на відслоненні ранньопермської формації Грін на Кларк Хілл в окрузі Монро, штат Огайо. Його було знайдено поряд із скам’янілостями дводишної риби Sagenodus, темноспондилової амфібії Trimerorhachis, емболомерного рептіліоморфа та синапсиди Ctenospondylus. Ймовірно, ці тварини жили біля прісноводного озера чи ставка.